# إيفا ويست
إيفا ويست (بالإنجليزية: Eva West)‏ هي محاسبة أسترالية، ولدت في 14 سبتمبر 1888 في ترارالغون في أستراليا، وتوفي بنفس المكان في 20 يونيو 1969.